# Metamulciber
Metamulciber is een kevergeslacht uit de familie van de boktorren (Cerambycidae). De wetenschappelijke naam van het geslacht werd voor het eerst geldig gepubliceerd in 1940 door Breuning.

## Soorten
Metamulciber omvat de volgende soorten:
- Metamulciber albostriatus Breuning, 1940
- Metamulciber lineatus (Aurivillius, 1920)
- Metamulciber ochreolineatus Breuning, 1947
- Metamulciber ziczac Breuning, 1947